# Sangaris sexmaculata
Sangaris sexmaculata là một loài bọ cánh cứng trong họ Cerambycidae.